# Вышны-Тварожец
Вышны-Тварожец (словац. Vyšný Tvarožec) — село, община в округе Бардеёв, Прешовский край, Словакия. Расположен в северо-восточной части Словакии, в южной части Низких Бескид в долине реки Свершовка, у границы с Польшей.
Впервые упоминается в 1414 году.
В селе есть церковь св. Козмы и Дамиана, построенная в 1903 году.

## Населення
| Год:                | 1994 | 2004    | 2014    | 2024 |
| ------------------- | ---- | ------- | ------- | ---- |
| Количество человек: | 133  | 135     | 122     | 122  |
| Разница:            |      | +1,50 % | −9,62 % | +0 % |

В селе проживало 116 человек.
Национальный состав населения (по данным последней переписи населения — 2001 год):
- русины — 44,85 %
- словаки — 44,12 %
- украинцы — 6,62 %

Состав населения по принадлежности к религии состоянию на 2001 год:
- греко-католики — 78,68 %,
- православные — 11,76 %,
- римо-католики — 2,94 %,
- протестанты — 0,74 %,

не считают себя верующими или не принадлежат ни к одной вышеупомянутой церкви — 5,15 %